# Coppa Intercontinentale 1988 (calcio)
La Coppa Intercontinentale 1988 (denominata anche Toyota Cup 1988 per ragioni di sponsorizzazione) è stata la ventisettesima edizione del trofeo riservato alle squadre vincitrici della Coppa dei Campioni e della Coppa Libertadores.

## Avvenimenti
La partita, disputata fra gli uruguayani del Nacional e gli olandesi del PSV Eindhoven, si rivelò discretamente spettacolare e fu ben impostata dal tecnico dei sudamericani Fleitas, che riuscì a mettere in difficoltà la compagine europea sul piano tattico.
Dopo soli 7 minuti Ostolaza, con un colpo di testa, portò in vantaggio la compagine di Montevideo, sfruttando un errore di Van Breukelen. Subìto lo svantaggio, la squadra di Hiddink sembrò incapace di reagire e di superare la difesa avversaria, ben organizzata sui due "pilastri" De León e Revelez.
Nella ripresa il tecnico olandese apportò alcuni decisivi cambi tattici, fra i quali l'avanzamento di Koeman e l'ingresso di Gillhaus al posto dell'inconsistente Vanenburg, che al minuto 75 consentirono ai biancorossi di raggiungere il pareggio: su un lungo lancio di Gerets il centravanti brasiliano Romário riuscì a capitalizzare al massimo l'errore del portiere avversario Seré e a portare i suoi sull'1-1.
L'inizio dei tempi supplementari parve favorire la squadra olandese, atleticamente più fresca, che con una rete di Koeman su rigore (concesso per un fallo molto dubbio su Gillhaus) si portò sul 2-1. Ad un solo minuto dal termine del match fu ancora un errore di Van Breukelen, uscito avventatamente su un calcio d'angolo, a regalare ad Ostolaza, già autore della prima marcatura, il gol del pareggio.
Furono necessari ben venti rigori per decidere la partita. Seré divenne protagonista, bloccando quattro tiri dal dischetto e regalando al Nacional i terzo titolo intercontinentale della sua Storia. A Ostolaza, autore di una doppietta, venne attribuito il premio come miglior giocatore della finale.
Nel 2017, la FIFA ha equiparato i titoli della Coppa del mondo per club e della Coppa Intercontinentale, riconoscendo a posteriori anche i vincitori dell'Intercontinentale come detentori del titolo ufficiale di "campione del mondo FIFA", inizialmente attribuito soltanto ai vincitori della Coppa del mondo per club.

## Tabellino
| Arbitro: | Jesús Díaz |

| |                      | |
| Ostolaza 7’ 119’ | Marcatori            | 75’ Romário 110’ (rig.) Koeman |
| Lemos Carreño Morán Castro De León De Lima Revelez Pintos Saldanha Ostolaza Gómez | Tiri di rigore 7 – 6 | Koeman Kieft Gillhaus Romário Lerby Ellerman Valckx Gerets Koot Van Aerle |
| · Seré P 1 · Gómez D 2 · De León D 3 · Revelez D 4 · Pintos Saldanha D 5 · Ostolaza C 6 · Lemos C 8 · 113’ Cardaccio C 10 · 71’ Vargas A 7 · De Lima A 9 · Castro A 11 · A disposizione: · 71’ Morán C 14 · 113’ Carreño A 15 | Formazioni           | · 1 P van Breukelen · 2 D Gerets · 3 D Koeman · 4 D Koot · 5 D Heintze 73’ · 6 C van Aerle · 7 C Lerby · 8 C Vanenburg 90’ · 10 A Kieft · 9 A Romário · 11 A Ellerman · A disposizione: · 12 D Gillhaus 73’ · 13 C Valckx 90’ |
| Fleitas | Allenatori           | Hiddink |

| Nacional | PSV Eindhoven |